# 백두산 밀영

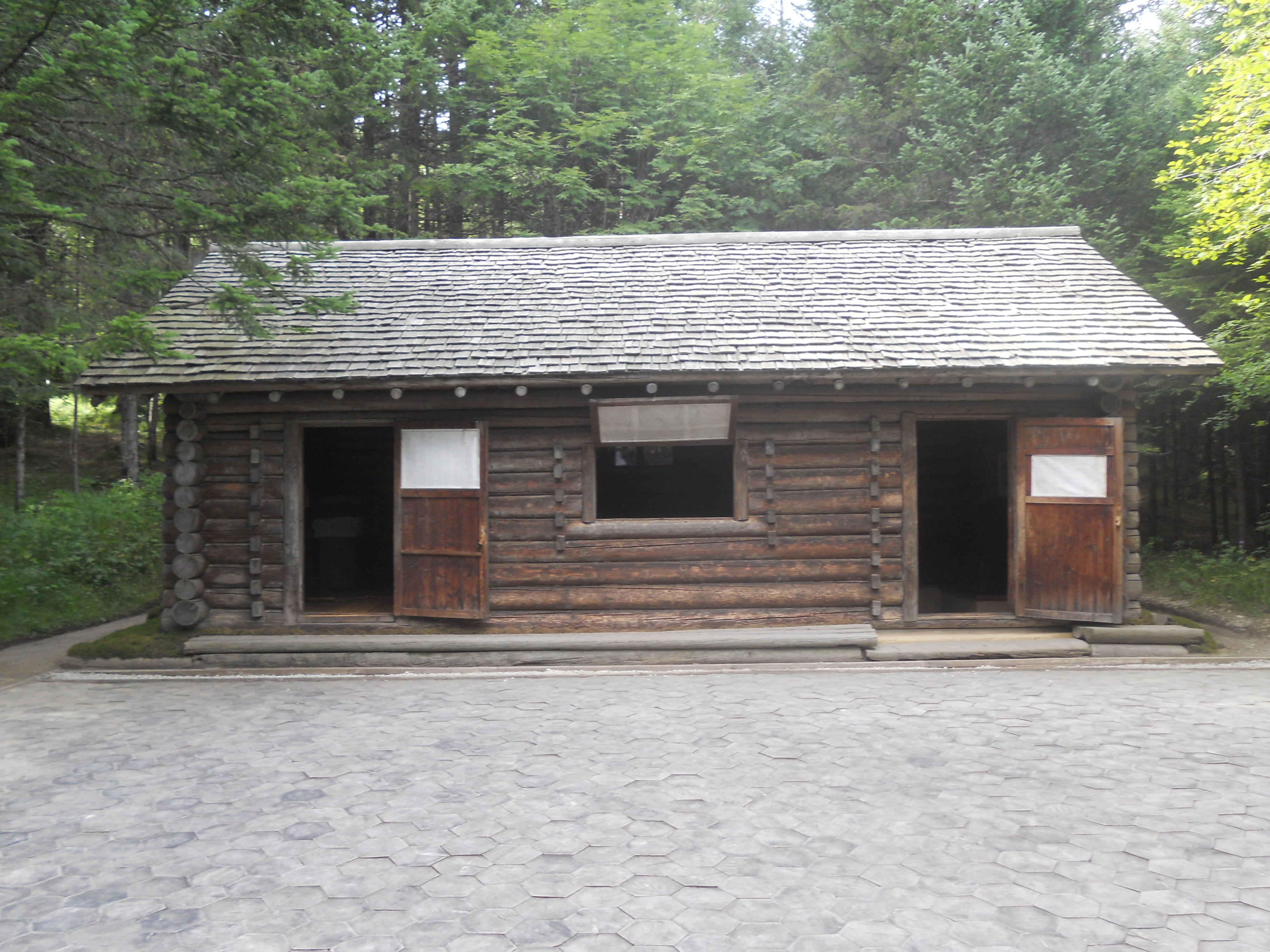
백두산 밀영 고향집

백두산 밀영(白頭山 密營)은 조선민주주의인민공화국에서 주장하는 김정일의 출생지이다.

## 상세
량강도 삼지연시(해방 당시를 기준으로 함경남도 혜산군)에 있다. 조선민주주의인민공화국에서는 김일성과 김정숙이 한반도 이내인 백두산 밀영에서 생활하며 항일 운동을 하던 도중에 김정일이 태어났다고 주장하나 소련측의 자료에 의하면 김정일이 실제로는 소련 연해주 하바롭스크 변경주 하마탄(오늘날의 라즈돌노예) 마을의 남야영에서 태어났다.

### 북한의 정치적 선전
조선민주주의인민공화국은 백두산 밀영을 성역화하여 생가를 복원한 뒤에 백두산 밀영 고향집이라고 부르며 1988년 백두산 밀영이 소재한 소백산로동자구를 백두산밀영로동자구로 고쳤다. 이와 함께 백두산 장수봉을 정일봉으로 개명하는 등, 김정일에 대한 정통성을 강화하기 위해 이 일대를 성역화하였다.

## 같이 보기
- 선전 (사회학)